# Nepalsia betula
Nepalsia betula is een hooiwagen uit de familie Assamiidae.